# اوپال (زبان برنامه‌نویسی)
اوپال (به انگلیسی: Opal) زبان برنامه‌نویسی تابعی است که توسط دانشگاه فنی برلین ایجاد و توسعه یافت.

## مثال
مثال زیر نحوه محاسبه بزرگ‌ترین مقسوم‌علیه مشترک را به زبان اوپال پیاده می‌کند.
فایل سیگنیچر:
```
    
SIGNATURE
 GCD
    
FUN
 GCD: nat ** nat -> nat
```

فایل پیاده‌سازی:
```
   
IMPLEMENTATION
 GCD
   
IMPORT
 Nat 
COMPLETELY

   
DEF
 GCD(a,b) == IF
 a % b = 0 
THEN
 b

                       
ELSE IF
 a-b <b 
THEN
 GCD(b,a-b)
                           
ELSE
 GCD(a-b,b)
                       
FI

                   
FI
```